# グレイテスト・ビデオ・ヒッツ1
『グレイテスト・ビデオ・ヒッツ1』はイギリスのロックバンド、クイーンの最初のDVDとしてのビデオコレクション。1973年から1981年までのヒット曲を収録、2002年10月にリリース。続編に『グレイテスト・ビデオ・ヒッツ2』と『グレイテスト・ビデオ・ヒッツIII』（こちらはVHS、LDのみ。DVD未発売）がある。
このDVDはイギリスでは9万枚以上を売り上げた。また、イギリス国内の2002年のDVD売り上げでトップ。他にアメリカ（プラチナム）やドイツ（ゴールド）、スペイン、その他の国でもナンバーワンになっている。
DVD化にあたってほとんどのプロモーション・ビデオがワイド（16:9）にパンスキャンされている。これはオリジナル映像（4:3）の上下を切り取るという手法をとっている。そのため、ファンの多くは「もとのアスペクトでリリースして欲しい」ということで物議を醸した。

## Disc 1
1. ボヘミアン・ラプソディ - Bohemian Rhapsody　（Freddie Mercury）
2. 地獄へ道づれ - Another One Bites the Dust　（John Deacon）
3. キラー・クイーン - Killer Queen　（Mercury）
4. ファット・ボトムド・ガールズ - Fat Bottomed Girls　（Brian May）
5. バイシクル・レース - Bicycle Race　（Mercury）
6. マイ・ベスト・フレンド - You're My Best Friend　（Deacon）
7. ドント・ストップ・ミー・ナウ - Don't Stop Me Now　（Mercury）
8. セイヴ・ミー - Save Me　（May）
9. 愛という名の欲望 - Crazy Little Thing Called Love　（Mercury）
10. 愛にすべてを - Somebody to Love（　Mercury）
11. 永遠の翼 -Spread Your Wings　（Deacon）
12. プレイ・ザ・ゲーム - Play the Game　（Mercury）
13. フラッシュのテーマ - Flash　（May）
14. タイ・ユア・マザー・ダウン - Tie Your Mother Down　（May）
15. ウィ・ウィル・ロック・ユー - We Will Rock You　（May）
16. 伝説のチャンピオン - We Are the Champions　（Mercury）

音声:
- PCM Stereo
- DTS 5.1

## Disc 2
1. ナウ・アイム・ヒア - Now I'm Here　（May）
2. 懐かしのラヴァー・ボーイ - Good Old-Fashioned Lover Boy　（Mercury）（ライヴ トップ・オブ・ザ・ポップス出演時）
3. 炎のロックンロール - Keep Yourself Alive　（May）
4. ライアー - Liar　（Mercury）
5. ラヴ・オブ・マイ・ライフ - Love of My Life　（Mercury）
6. ウィ・ウィル・ロック・ユー - We Will Rock You　（May）（ライヴ ファースト・ヴァージョン）

また、Disc 2にはエキストラとして、「ボヘミアン・ラプソディ」の誕生秘話やドキュメンタリー、フォトギャラリーがある。
Disc 1にはオーディオ・コメンタリーとして16曲全てに4人のメンバーのコメント音声が付加されたものをメニュー画面で選べる。ブライアンとロジャーはDVD化にあたり新たに論評を記録、フレディとジョンは以前のインタビュー時の音声を使用している。

## 補足
- 「ウィ・ウィル・ロック・ユー」と「バイシクル・レース」の映像はオリジナルのVHSヴァージョンと違う部分がある。
- DVDヴァージョンの曲のトラックはアルバムと同じで、VHSヴァージョンは年代順に並べてある。

## チャート・認定
| チャート（2002年）            | 最高位 |
| ----------------------------- | ------ |
| ドイツ (Media Control Charts) | 42     |

| チャート（2005年）             | 最高位 |
| ------------------------------ | ------ |
| Hungarian Top 20 DVDs (MAHASZ) | 8      |

| 国/地域                                             | 認定        | 認定/売上数 |
| --------------------------------------------------- | ----------- | ----------- |
| アルゼンチン (CAPIF)                                | Platinum    | 8,000^      |
| オーストラリア (ARIA)                               | 6× Platinum | 90,000^     |
| カナダ (Music Canada)                               | 3× Platinum | 30,000^     |
| フランス (SNEP)                                     | 2× Platinum | 0*          |
| ドイツ (BVMI)                                       | 3× Gold     | 75,000^     |
| メキシコ (AMPROFON)                                 | Gold        | 10,000^     |
| ポーランド (ZPAV)                                   | Platinum    | 10,000*     |
| イギリス (BPI)                                      | 3× Platinum | 150,000^    |
| アメリカ合衆国 (RIAA)                               | Platinum    | 50,000^     |
| * 認定のみに基づく売上数 ^ 認定のみに基づく出荷枚数 |             |             |